# Pierre-Jules Delespine
Pour les articles homonymes, voir Delespine.
Nicolas Pierre-Jules Delespine est un architecte français né à Paris le 31 octobre 1756 et mort dans la même ville le 16 septembre 1825.

## Biographie
Il appartient à une dynastie d'architectes. Il est le fils de Louis-Jules Delespine, architecte, et de Jeanne Marguerite Chapel.
Élève de Antoine-François Peyre et Jean-Augustin Renard.
Professeur à l'École des beaux-arts de 1800 à 1825, il est membre du jury d'architecture. Son atelier est réputé et plusieurs de ses élèves ont obtenu le Premier grand prix de Rome d'architecture (Callet en 1819, Blouet en 1821, Delannoy en 1828, Garrez en 1830).
Membre du Conseil des bâtiments civils.
Il est élu en 1824 membre de l'Académie des beaux-arts, section Architecture, au fauteuil 1, à la suite du décès de Maximilien Joseph Hurtault.
Delespine a construit plusieurs hôtels de la rue de Rivoli et le marché des Blancs-Manteaux, 48 rue Vieille-du-Temple en 1813-1819 (démoli). Il a aussi effectué des restaurations à l'église Saint-Roch et de l'hôtel de ville de Rouen.
Il s'est marié en 1793 avec Marie-Françoise Hayot.

## Généalogie simplifiée
|                                            |                                            |                                                     |                                                     |                                                     |                                                     |                                                     |                                                     |                                                                              |                                                                              |                                                                              |                                                                              |                                                                              |                                                                              |                                                     |                                                     |                                                     |                                                     |                                                                          |                                                                          |                                                                          |                                                                          |                                                                          |                                                                          |                                                |                                                |                                                 |                                                 |                                                 |                                                 |                                                                        |                                                                        | Nicolas Delespine (laboureur) † 1645                                   | Nicolas Delespine (laboureur) † 1645                                   | Nicolas Delespine (laboureur) † 1645                                   | Nicolas Delespine (laboureur) † 1645                                   | Nicolas Delespine (laboureur) † 1645                   | Nicolas Delespine (laboureur) † 1645                   |                                                        |                                                        | Marie Ferrant                                                                     | Marie Ferrant                                                                     | Marie Ferrant                                                                     | Marie Ferrant                                                                     | Marie Ferrant                                                                     | Marie Ferrant                                                                     |                                              |                                              |                                                                    |                                                                    |                                                                    |                                                                    | | | | | | |                                                 |                                                 |                                                 |                                                 |                                      |                                      |                                               |                                               |                                               |                                               |                                                         |                                                         |                                                         |                                                         |                                                             |                                                             |                                                             |                                                             |                                                             |                                                             |                                 |                                 |                                 |                                 |                                 |                                 |                                 |                                 |  |  |                            |                            |                            |                            |                            |                            |
|                                            |                                            |                                                     |                                                     |                                                     |                                                     |                                                     |                                                     |                                                                              |                                                                              |                                                                              |                                                                              |                                                                              |                                                                              |                                                     |                                                     |                                                     |                                                     |                                                                          |                                                                          |                                                                          |                                                                          |                                                                          |                                                                          |                                                |                                                |                                                 |                                                 |                                                 |                                                 |                                                                        |                                                                        | Nicolas Delespine (laboureur) † 1645                                   | Nicolas Delespine (laboureur) † 1645                                   | Nicolas Delespine (laboureur) † 1645                                   | Nicolas Delespine (laboureur) † 1645                                   | Nicolas Delespine (laboureur) † 1645                   | Nicolas Delespine (laboureur) † 1645                   |                                                        |                                                        | Marie Ferrant                                                                     | Marie Ferrant                                                                     | Marie Ferrant                                                                     | Marie Ferrant                                                                     | Marie Ferrant                                                                     | Marie Ferrant                                                                     |                                              |                                              |                                                                    |                                                                    |                                                                    |                                                                    | | | | | | |                                                 |                                                 |                                                 |                                                 |                                      |                                      |                                               |                                               |                                               |                                               |                                                         |                                                         |                                                         |                                                         |                                                             |                                                             |                                                             |                                                             |                                                             |                                                             |                                 |                                 |                                 |                                 |                                 |                                 |                                 |                                 |  |  |                            |                            |                            |                            |                            |                            |
|                                            |                                            |                                                     |                                                     |                                                     |                                                     |                                                     |                                                     |                                                                              |                                                                              |                                                                              |                                                                              |                                                                              |                                                                              |                                                     |                                                     |                                                     |                                                     |                                                                          |                                                                          |                                                                          |                                                                          |                                                                          |                                                                          |                                                |                                                |                                                 |                                                 |                                                 |                                                 |                                                                        |                                                                        |                                                                        |                                                                        |                                                                        |                                                                        |                                                        |                                                        |                                                        |                                                        |                                                                                   |                                                                                   |                                                                                   |                                                                                   |                                                                                   |                                                                                   |                                              |                                              |                                                                    |                                                                    |                                                                    |                                                                    | | | | | | |                                                 |                                                 |                                                 |                                                 |                                      |                                      |                                               |                                               |                                               |                                               |                                                         |                                                         |                                                         |                                                         |                                                             |                                                             |                                                             |                                                             |                                                             |                                                             |                                 |                                 |                                 |                                 |                                 |                                 |                                 |                                 |  |  |                            |                            |                            |                            |                            |                            |
|                                            |                                            |                                                     |                                                     |                                                     |                                                     |                                                     |                                                     |                                                                              |                                                                              |                                                                              |                                                                              |                                                                              |                                                                              |                                                     |                                                     |                                                     |                                                     |                                                                          |                                                                          |                                                                          |                                                                          |                                                                          |                                                                          |                                                |                                                |                                                 |                                                 |                                                 |                                                 |                                                                        |                                                                        |                                                                        |                                                                        |                                                                        |                                                                        |                                                        |                                                        |                                                        |                                                        |                                                                                   |                                                                                   |                                                                                   |                                                                                   |                                                                                   |                                                                                   |                                              |                                              |                                                                    |                                                                    |                                                                    |                                                                    | | | | | | |                                                 |                                                 |                                                 |                                                 |                                      |                                      |                                               |                                               |                                               |                                               |                                                         |                                                         |                                                         |                                                         |                                                             |                                                             |                                                             |                                                             |                                                             |                                                             |                                 |                                 |                                 |                                 |                                 |                                 |                                 |                                 |  |  |                            |                            |                            |                            |                            |                            |
|                                            |                                            |                                                     |                                                     |                                                     |                                                     |                                                     |                                                     |                                                                              |                                                                              | Jeanne Paquet mariage en 1625                                                | Jeanne Paquet mariage en 1625                                                | Jeanne Paquet mariage en 1625                                                | Jeanne Paquet mariage en 1625                                                | Jeanne Paquet mariage en 1625                       | Jeanne Paquet mariage en 1625                       |                                                     |                                                     | Simon Delespine (maître général des bâtiments du roi) (vers 1600-† 1675) | Simon Delespine (maître général des bâtiments du roi) (vers 1600-† 1675) | Simon Delespine (maître général des bâtiments du roi) (vers 1600-† 1675) | Simon Delespine (maître général des bâtiments du roi) (vers 1600-† 1675) | Simon Delespine (maître général des bâtiments du roi) (vers 1600-† 1675) | Simon Delespine (maître général des bâtiments du roi) (vers 1600-† 1675) |                                                |                                                |                                                 |                                                 |                                                 |                                                 |                                                                        |                                                                        |                                                                        |                                                                        |                                                                        |                                                                        |                                                        |                                                        |                                                        |                                                        |                                                                                   |                                                                                   |                                                                                   |                                                                                   |                                                                                   |                                                                                   |                                              |                                              |                                                                    |                                                                    |                                                                    |                                                                    | | | | | | |                                                 |                                                 | Marie Dehemen mariage en 1639 † 1659            | Marie Dehemen mariage en 1639 † 1659            | Marie Dehemen mariage en 1639 † 1659 | Marie Dehemen mariage en 1639 † 1659 | Marie Dehemen mariage en 1639 † 1659          | Marie Dehemen mariage en 1639 † 1659          |                                               |                                               | Alexandre 1 Delespine (maître maçon) (vers 1610-† 1684) | Alexandre 1 Delespine (maître maçon) (vers 1610-† 1684) | Alexandre 1 Delespine (maître maçon) (vers 1610-† 1684) | Alexandre 1 Delespine (maître maçon) (vers 1610-† 1684) | Alexandre 1 Delespine (maître maçon) (vers 1610-† 1684)     | Alexandre 1 Delespine (maître maçon) (vers 1610-† 1684)     |                                                             |                                                             | Marie Poictevin mariage en 1666                             | Marie Poictevin mariage en 1666                             | Marie Poictevin mariage en 1666 | Marie Poictevin mariage en 1666 | Marie Poictevin mariage en 1666 | Marie Poictevin mariage en 1666 |                                 |                                 |                                 |                                 |  |  |                            |                            |                            |                            |                            |                            |
|                                            |                                            |                                                     |                                                     |                                                     |                                                     |                                                     |                                                     |                                                                              |                                                                              | Jeanne Paquet mariage en 1625                                                | Jeanne Paquet mariage en 1625                                                | Jeanne Paquet mariage en 1625                                                | Jeanne Paquet mariage en 1625                                                | Jeanne Paquet mariage en 1625                       | Jeanne Paquet mariage en 1625                       |                                                     |                                                     | Simon Delespine (maître général des bâtiments du roi) (vers 1600-† 1675) | Simon Delespine (maître général des bâtiments du roi) (vers 1600-† 1675) | Simon Delespine (maître général des bâtiments du roi) (vers 1600-† 1675) | Simon Delespine (maître général des bâtiments du roi) (vers 1600-† 1675) | Simon Delespine (maître général des bâtiments du roi) (vers 1600-† 1675) | Simon Delespine (maître général des bâtiments du roi) (vers 1600-† 1675) |                                                |                                                |                                                 |                                                 |                                                 |                                                 |                                                                        |                                                                        |                                                                        |                                                                        |                                                                        |                                                                        |                                                        |                                                        |                                                        |                                                        |                                                                                   |                                                                                   |                                                                                   |                                                                                   |                                                                                   |                                                                                   |                                              |                                              |                                                                    |                                                                    |                                                                    |                                                                    | | | | | | |                                                 |                                                 | Marie Dehemen mariage en 1639 † 1659            | Marie Dehemen mariage en 1639 † 1659            | Marie Dehemen mariage en 1639 † 1659 | Marie Dehemen mariage en 1639 † 1659 | Marie Dehemen mariage en 1639 † 1659          | Marie Dehemen mariage en 1639 † 1659          |                                               |                                               | Alexandre 1 Delespine (maître maçon) (vers 1610-† 1684) | Alexandre 1 Delespine (maître maçon) (vers 1610-† 1684) | Alexandre 1 Delespine (maître maçon) (vers 1610-† 1684) | Alexandre 1 Delespine (maître maçon) (vers 1610-† 1684) | Alexandre 1 Delespine (maître maçon) (vers 1610-† 1684)     | Alexandre 1 Delespine (maître maçon) (vers 1610-† 1684)     |                                                             |                                                             | Marie Poictevin mariage en 1666                             | Marie Poictevin mariage en 1666                             | Marie Poictevin mariage en 1666 | Marie Poictevin mariage en 1666 | Marie Poictevin mariage en 1666 | Marie Poictevin mariage en 1666 |                                 |                                 |                                 |                                 |  |  |                            |                            |                            |                            |                            |                            |
|                                            |                                            |                                                     |                                                     |                                                     |                                                     |                                                     |                                                     |                                                                              |                                                                              |                                                                              |                                                                              |                                                                              |                                                                              |                                                     |                                                     |                                                     |                                                     |                                                                          |                                                                          |                                                                          |                                                                          |                                                                          |                                                                          |                                                |                                                |                                                 |                                                 |                                                 |                                                 |                                                                        |                                                                        |                                                                        |                                                                        |                                                                        |                                                                        |                                                        |                                                        |                                                        |                                                        |                                                                                   |                                                                                   |                                                                                   |                                                                                   |                                                                                   |                                                                                   |                                              |                                              |                                                                    |                                                                    |                                                                    |                                                                    | | | | | | |                                                 |                                                 |                                                 |                                                 |                                      |                                      |                                               |                                               |                                               |                                               |                                                         |                                                         |                                                         |                                                         |                                                             |                                                             |                                                             |                                                             |                                                             |                                                             |                                 |                                 |                                 |                                 |                                 |                                 |                                 |                                 |  |  |                            |                            |                            |                            |                            |                            |
|                                            |                                            |                                                     |                                                     |                                                     |                                                     |                                                     |                                                     |                                                                              |                                                                              |                                                                              |                                                                              |                                                                              |                                                                              |                                                     |                                                     |                                                     |                                                     |                                                                          |                                                                          |                                                                          |                                                                          |                                                                          |                                                                          |                                                |                                                |                                                 |                                                 |                                                 |                                                 |                                                                        |                                                                        |                                                                        |                                                                        |                                                                        |                                                                        |                                                        |                                                        |                                                        |                                                        |                                                                                   |                                                                                   |                                                                                   |                                                                                   |                                                                                   |                                                                                   |                                              |                                              |                                                                    |                                                                    |                                                                    |                                                                    | | | | | | |                                                 |                                                 |                                                 |                                                 |                                      |                                      |                                               |                                               |                                               |                                               |                                                         |                                                         |                                                         |                                                         |                                                             |                                                             |                                                             |                                                             |                                                             |                                                             |                                 |                                 |                                 |                                 |                                 |                                 |                                 |                                 |  |  |                            |                            |                            |                            |                            |                            |
| Élisabeth Mauriceau mariage en 1657 † 1666 | Élisabeth Mauriceau mariage en 1657 † 1666 | Élisabeth Mauriceau mariage en 1657 † 1666          | Élisabeth Mauriceau mariage en 1657 † 1666          | Élisabeth Mauriceau mariage en 1657 † 1666          | Élisabeth Mauriceau mariage en 1657 † 1666          |                                                     |                                                     | Nicolas I Delespine (maître général des bâtiments du roi) (vers 1632-† 1717) | Nicolas I Delespine (maître général des bâtiments du roi) (vers 1632-† 1717) | Nicolas I Delespine (maître général des bâtiments du roi) (vers 1632-† 1717) | Nicolas I Delespine (maître général des bâtiments du roi) (vers 1632-† 1717) | Nicolas I Delespine (maître général des bâtiments du roi) (vers 1632-† 1717) | Nicolas I Delespine (maître général des bâtiments du roi) (vers 1632-† 1717) |                                                     |                                                     | Élisabeth Fleurette mariage en 1668 † 1716          | Élisabeth Fleurette mariage en 1668 † 1716          | Élisabeth Fleurette mariage en 1668 † 1716                               | Élisabeth Fleurette mariage en 1668 † 1716                               | Élisabeth Fleurette mariage en 1668 † 1716                               | Élisabeth Fleurette mariage en 1668 † 1716                               |                                                                          |                                                                          | Alexandre II Delespine (architecte) (1636-† ?) | Alexandre II Delespine (architecte) (1636-† ?) | Alexandre II Delespine (architecte) (1636-† ?)  | Alexandre II Delespine (architecte) (1636-† ?)  | Alexandre II Delespine (architecte) (1636-† ?)  | Alexandre II Delespine (architecte) (1636-† ?)  |                                                                        |                                                                        | Marie Arnoult                                                          | Marie Arnoult                                                          | Marie Arnoult                                                          | Marie Arnoult                                                          | Marie Arnoult                                          | Marie Arnoult                                          |                                                        |                                                        | Raphaël Hardouin (peintre)                                                        | Raphaël Hardouin (peintre)                                                        | Raphaël Hardouin (peintre)                                                        | Raphaël Hardouin (peintre)                                                        | Raphaël Hardouin (peintre)                                                        | Raphaël Hardouin (peintre)                                                        |                                              |                                              | Judith Freyssen mariage en 1670                                    | Judith Freyssen mariage en 1670                                    | Judith Freyssen mariage en 1670                                    | Judith Freyssen mariage en 1670                                    | Judith Freyssen mariage en 1670                                                                    | Judith Freyssen mariage en 1670                                                                    | | | Nicolas II Delespine (architecte) (1642-† 1729)                                                    | Nicolas II Delespine (architecte) (1642-† 1729)                                                    | Nicolas II Delespine (architecte) (1642-† 1729) | Nicolas II Delespine (architecte) (1642-† 1729) | Nicolas II Delespine (architecte) (1642-† 1729) | Nicolas II Delespine (architecte) (1642-† 1729) |                                      |                                      | Alexandre 3 Delespine (architecte) (1646-† ?) | Alexandre 3 Delespine (architecte) (1646-† ?) | Alexandre 3 Delespine (architecte) (1646-† ?) | Alexandre 3 Delespine (architecte) (1646-† ?) | Alexandre 3 Delespine (architecte) (1646-† ?)           | Alexandre 3 Delespine (architecte) (1646-† ?)           |                                                         |                                                         | Catherine Guilbert veuve en 1704                            | Catherine Guilbert veuve en 1704                            | Catherine Guilbert veuve en 1704                            | Catherine Guilbert veuve en 1704                            | Catherine Guilbert veuve en 1704                            | Catherine Guilbert veuve en 1704                            |                                 |                                 | Marie Delespine mariage en 1662 | Marie Delespine mariage en 1662 | Marie Delespine mariage en 1662 | Marie Delespine mariage en 1662 | Marie Delespine mariage en 1662 | Marie Delespine mariage en 1662 |  |  | Thomas Gobert (architecte) | Thomas Gobert (architecte) | Thomas Gobert (architecte) | Thomas Gobert (architecte) | Thomas Gobert (architecte) | Thomas Gobert (architecte) |
| Élisabeth Mauriceau mariage en 1657 † 1666 | Élisabeth Mauriceau mariage en 1657 † 1666 | Élisabeth Mauriceau mariage en 1657 † 1666          | Élisabeth Mauriceau mariage en 1657 † 1666          | Élisabeth Mauriceau mariage en 1657 † 1666          | Élisabeth Mauriceau mariage en 1657 † 1666          |                                                     |                                                     | Nicolas I Delespine (maître général des bâtiments du roi) (vers 1632-† 1717) | Nicolas I Delespine (maître général des bâtiments du roi) (vers 1632-† 1717) | Nicolas I Delespine (maître général des bâtiments du roi) (vers 1632-† 1717) | Nicolas I Delespine (maître général des bâtiments du roi) (vers 1632-† 1717) | Nicolas I Delespine (maître général des bâtiments du roi) (vers 1632-† 1717) | Nicolas I Delespine (maître général des bâtiments du roi) (vers 1632-† 1717) |                                                     |                                                     | Élisabeth Fleurette mariage en 1668 † 1716          | Élisabeth Fleurette mariage en 1668 † 1716          | Élisabeth Fleurette mariage en 1668 † 1716                               | Élisabeth Fleurette mariage en 1668 † 1716                               | Élisabeth Fleurette mariage en 1668 † 1716                               | Élisabeth Fleurette mariage en 1668 † 1716                               |                                                                          |                                                                          | Alexandre II Delespine (architecte) (1636-† ?) | Alexandre II Delespine (architecte) (1636-† ?) | Alexandre II Delespine (architecte) (1636-† ?)  | Alexandre II Delespine (architecte) (1636-† ?)  | Alexandre II Delespine (architecte) (1636-† ?)  | Alexandre II Delespine (architecte) (1636-† ?)  |                                                                        |                                                                        | Marie Arnoult                                                          | Marie Arnoult                                                          | Marie Arnoult                                                          | Marie Arnoult                                                          | Marie Arnoult                                          | Marie Arnoult                                          |                                                        |                                                        | Raphaël Hardouin (peintre)                                                        | Raphaël Hardouin (peintre)                                                        | Raphaël Hardouin (peintre)                                                        | Raphaël Hardouin (peintre)                                                        | Raphaël Hardouin (peintre)                                                        | Raphaël Hardouin (peintre)                                                        |                                              |                                              | Judith Freyssen mariage en 1670                                    | Judith Freyssen mariage en 1670                                    | Judith Freyssen mariage en 1670                                    | Judith Freyssen mariage en 1670                                    | Judith Freyssen mariage en 1670                                                                    | Judith Freyssen mariage en 1670                                                                    | | | Nicolas II Delespine (architecte) (1642-† 1729)                                                    | Nicolas II Delespine (architecte) (1642-† 1729)                                                    | Nicolas II Delespine (architecte) (1642-† 1729) | Nicolas II Delespine (architecte) (1642-† 1729) | Nicolas II Delespine (architecte) (1642-† 1729) | Nicolas II Delespine (architecte) (1642-† 1729) |                                      |                                      | Alexandre 3 Delespine (architecte) (1646-† ?) | Alexandre 3 Delespine (architecte) (1646-† ?) | Alexandre 3 Delespine (architecte) (1646-† ?) | Alexandre 3 Delespine (architecte) (1646-† ?) | Alexandre 3 Delespine (architecte) (1646-† ?)           | Alexandre 3 Delespine (architecte) (1646-† ?)           |                                                         |                                                         | Catherine Guilbert veuve en 1704                            | Catherine Guilbert veuve en 1704                            | Catherine Guilbert veuve en 1704                            | Catherine Guilbert veuve en 1704                            | Catherine Guilbert veuve en 1704                            | Catherine Guilbert veuve en 1704                            |                                 |                                 | Marie Delespine mariage en 1662 | Marie Delespine mariage en 1662 | Marie Delespine mariage en 1662 | Marie Delespine mariage en 1662 | Marie Delespine mariage en 1662 | Marie Delespine mariage en 1662 |  |  | Thomas Gobert (architecte) | Thomas Gobert (architecte) | Thomas Gobert (architecte) | Thomas Gobert (architecte) | Thomas Gobert (architecte) | Thomas Gobert (architecte) |
|                                            |                                            |                                                     |                                                     |                                                     |                                                     |                                                     |                                                     |                                                                              |                                                                              |                                                                              |                                                                              |                                                                              |                                                                              |                                                     |                                                     |                                                     |                                                     |                                                                          |                                                                          |                                                                          |                                                                          |                                                                          |                                                                          |                                                |                                                |                                                 |                                                 |                                                 |                                                 |                                                                        |                                                                        |                                                                        |                                                                        |                                                                        |                                                                        |                                                        |                                                        |                                                        |                                                        |                                                                                   |                                                                                   |                                                                                   |                                                                                   |                                                                                   |                                                                                   |                                              |                                              |                                                                    |                                                                    |                                                                    |                                                                    | | | | | | |                                                 |                                                 |                                                 |                                                 |                                      |                                      |                                               |                                               |                                               |                                               |                                                         |                                                         |                                                         |                                                         |                                                             |                                                             |                                                             |                                                             |                                                             |                                                             |                                 |                                 |                                 |                                 |                                 |                                 |                                 |                                 |  |  |                            |                            |                            |                            |                            |                            |
|                                            |                                            |                                                     |                                                     |                                                     |                                                     |                                                     |                                                     |                                                                              |                                                                              |                                                                              |                                                                              |                                                                              |                                                                              |                                                     |                                                     |                                                     |                                                     |                                                                          |                                                                          |                                                                          |                                                                          |                                                                          |                                                                          |                                                |                                                |                                                 |                                                 |                                                 |                                                 |                                                                        |                                                                        |                                                                        |                                                                        |                                                                        |                                                                        |                                                        |                                                        |                                                        |                                                        |                                                                                   |                                                                                   |                                                                                   |                                                                                   |                                                                                   |                                                                                   |                                              |                                              |                                                                    |                                                                    |                                                                    |                                                                    | | | | | | |                                                 |                                                 |                                                 |                                                 |                                      |                                      |                                               |                                               |                                               |                                               |                                                         |                                                         |                                                         |                                                         |                                                             |                                                             |                                                             |                                                             |                                                             |                                                             |                                 |                                 |                                 |                                 |                                 |                                 |                                 |                                 |  |  |                            |                            |                            |                            |                            |                            |
|                                            |                                            | Pierre-Nicolas Delespine (architecte) (1661-† 1719) | Pierre-Nicolas Delespine (architecte) (1661-† 1719) | Pierre-Nicolas Delespine (architecte) (1661-† 1719) | Pierre-Nicolas Delespine (architecte) (1661-† 1719) | Pierre-Nicolas Delespine (architecte) (1661-† 1719) | Pierre-Nicolas Delespine (architecte) (1661-† 1719) |                                                                              |                                                                              | Marie-Anne Dionis mariage en 1688                                            | Marie-Anne Dionis mariage en 1688                                            | Marie-Anne Dionis mariage en 1688                                            | Marie-Anne Dionis mariage en 1688                                            | Marie-Anne Dionis mariage en 1688                   | Marie-Anne Dionis mariage en 1688                   |                                                     |                                                     |                                                                          |                                                                          |                                                                          |                                                                          | Élisabeth Delespine mariage en 1687                                      | Élisabeth Delespine mariage en 1687                                      | Élisabeth Delespine mariage en 1687            | Élisabeth Delespine mariage en 1687            | Élisabeth Delespine mariage en 1687             | Élisabeth Delespine mariage en 1687             |                                                 |                                                 | Charles-Philippe De Meseretz (architecte juré du roi expert bourgeois) | Charles-Philippe De Meseretz (architecte juré du roi expert bourgeois) | Charles-Philippe De Meseretz (architecte juré du roi expert bourgeois) | Charles-Philippe De Meseretz (architecte juré du roi expert bourgeois) | Charles-Philippe De Meseretz (architecte juré du roi expert bourgeois) | Charles-Philippe De Meseretz (architecte juré du roi expert bourgeois) |                                                        |                                                        |                                                        |                                                        | Michel Hardouin (architecte, contrôleur des bâtiments du roi) (vers 1647 -† 1687) | Michel Hardouin (architecte, contrôleur des bâtiments du roi) (vers 1647 -† 1687) | Michel Hardouin (architecte, contrôleur des bâtiments du roi) (vers 1647 -† 1687) | Michel Hardouin (architecte, contrôleur des bâtiments du roi) (vers 1647 -† 1687) | Michel Hardouin (architecte, contrôleur des bâtiments du roi) (vers 1647 -† 1687) | Michel Hardouin (architecte, contrôleur des bâtiments du roi) (vers 1647 -† 1687) |                                              |                                              | Jules Hardouin-Mansart (premier architecte du roi) (1646-† 1708)   | Jules Hardouin-Mansart (premier architecte du roi) (1646-† 1708)   | Jules Hardouin-Mansart (premier architecte du roi) (1646-† 1708)   | Jules Hardouin-Mansart (premier architecte du roi) (1646-† 1708)   | Jules Hardouin-Mansart (premier architecte du roi) (1646-† 1708)                                   | Jules Hardouin-Mansart (premier architecte du roi) (1646-† 1708)                                   | | | | |                                                 |                                                 |                                                 |                                                 |                                      |                                      |                                               |                                               |                                               |                                               |                                                         |                                                         |                                                         |                                                         |                                                             |                                                             |                                                             |                                                             |                                                             |                                                             |                                 |                                 |                                 |                                 |                                 |                                 |                                 |                                 |  |  |                            |                            |                            |                            |                            |                            |
|                                            |                                            | Pierre-Nicolas Delespine (architecte) (1661-† 1719) | Pierre-Nicolas Delespine (architecte) (1661-† 1719) | Pierre-Nicolas Delespine (architecte) (1661-† 1719) | Pierre-Nicolas Delespine (architecte) (1661-† 1719) | Pierre-Nicolas Delespine (architecte) (1661-† 1719) | Pierre-Nicolas Delespine (architecte) (1661-† 1719) |                                                                              |                                                                              | Marie-Anne Dionis mariage en 1688                                            | Marie-Anne Dionis mariage en 1688                                            | Marie-Anne Dionis mariage en 1688                                            | Marie-Anne Dionis mariage en 1688                                            | Marie-Anne Dionis mariage en 1688                   | Marie-Anne Dionis mariage en 1688                   |                                                     |                                                     |                                                                          |                                                                          |                                                                          |                                                                          | Élisabeth Delespine mariage en 1687                                      | Élisabeth Delespine mariage en 1687                                      | Élisabeth Delespine mariage en 1687            | Élisabeth Delespine mariage en 1687            | Élisabeth Delespine mariage en 1687             | Élisabeth Delespine mariage en 1687             |                                                 |                                                 | Charles-Philippe De Meseretz (architecte juré du roi expert bourgeois) | Charles-Philippe De Meseretz (architecte juré du roi expert bourgeois) | Charles-Philippe De Meseretz (architecte juré du roi expert bourgeois) | Charles-Philippe De Meseretz (architecte juré du roi expert bourgeois) | Charles-Philippe De Meseretz (architecte juré du roi expert bourgeois) | Charles-Philippe De Meseretz (architecte juré du roi expert bourgeois) |                                                        |                                                        |                                                        |                                                        | Michel Hardouin (architecte, contrôleur des bâtiments du roi) (vers 1647 -† 1687) | Michel Hardouin (architecte, contrôleur des bâtiments du roi) (vers 1647 -† 1687) | Michel Hardouin (architecte, contrôleur des bâtiments du roi) (vers 1647 -† 1687) | Michel Hardouin (architecte, contrôleur des bâtiments du roi) (vers 1647 -† 1687) | Michel Hardouin (architecte, contrôleur des bâtiments du roi) (vers 1647 -† 1687) | Michel Hardouin (architecte, contrôleur des bâtiments du roi) (vers 1647 -† 1687) |                                              |                                              | Jules Hardouin-Mansart (premier architecte du roi) (1646-† 1708)   | Jules Hardouin-Mansart (premier architecte du roi) (1646-† 1708)   | Jules Hardouin-Mansart (premier architecte du roi) (1646-† 1708)   | Jules Hardouin-Mansart (premier architecte du roi) (1646-† 1708)   | Jules Hardouin-Mansart (premier architecte du roi) (1646-† 1708)                                   | Jules Hardouin-Mansart (premier architecte du roi) (1646-† 1708)                                   | | | | |                                                 |                                                 |                                                 |                                                 |                                      |                                      |                                               |                                               |                                               |                                               |                                                         |                                                         |                                                         |                                                         |                                                             |                                                             |                                                             |                                                             |                                                             |                                                             |                                 |                                 |                                 |                                 |                                 |                                 |                                 |                                 |  |  |                            |                            |                            |                            |                            |                            |
|                                            |                                            |                                                     |                                                     |                                                     |                                                     |                                                     |                                                     |                                                                              |                                                                              |                                                                              |                                                                              |                                                                              |                                                                              |                                                     |                                                     |                                                     |                                                     |                                                                          |                                                                          |                                                                          |                                                                          |                                                                          |                                                                          |                                                |                                                |                                                 |                                                 |                                                 |                                                 |                                                                        |                                                                        |                                                                        |                                                                        |                                                                        |                                                                        |                                                        |                                                        |                                                        |                                                        |                                                                                   |                                                                                   |                                                                                   |                                                                                   |                                                                                   |                                                                                   |                                              |                                              |                                                                    |                                                                    |                                                                    |                                                                    | | | | | | |                                                 |                                                 |                                                 |                                                 |                                      |                                      |                                               |                                               |                                               |                                               |                                                         |                                                         |                                                         |                                                         |                                                             |                                                             |                                                             |                                                             |                                                             |                                                             |                                 |                                 |                                 |                                 |                                 |                                 |                                 |                                 |  |  |                            |                            |                            |                            |                            |                            |
|                                            |                                            |                                                     |                                                     |                                                     |                                                     |                                                     |                                                     |                                                                              |                                                                              |                                                                              |                                                                              |                                                                              |                                                                              |                                                     |                                                     |                                                     |                                                     |                                                                          |                                                                          |                                                                          |                                                                          |                                                                          |                                                                          |                                                |                                                |                                                 |                                                 |                                                 |                                                 |                                                                        |                                                                        |                                                                        |                                                                        |                                                                        |                                                                        |                                                        |                                                        |                                                        |                                                        |                                                                                   |                                                                                   |                                                                                   |                                                                                   |                                                                                   |                                                                                   |                                              |                                              |                                                                    |                                                                    |                                                                    |                                                                    | | | | | | |                                                 |                                                 |                                                 |                                                 |                                      |                                      |                                               |                                               |                                               |                                               |                                                         |                                                         |                                                         |                                                         |                                                             |                                                             |                                                             |                                                             |                                                             |                                                             |                                 |                                 |                                 |                                 |                                 |                                 |                                 |                                 |  |  |                            |                            |                            |                            |                            |                            |
|                                            |                                            | Pierre-Charles Delespine (architecte) (1691-† ?)    | Pierre-Charles Delespine (architecte) (1691-† ?)    | Pierre-Charles Delespine (architecte) (1691-† ?)    | Pierre-Charles Delespine (architecte) (1691-† ?)    | Pierre-Charles Delespine (architecte) (1691-† ?)    | Pierre-Charles Delespine (architecte) (1691-† ?)    |                                                                              |                                                                              | Marie-Claude Félix mariage vers 1730                                         | Marie-Claude Félix mariage vers 1730                                         | Marie-Claude Félix mariage vers 1730                                         | Marie-Claude Félix mariage vers 1730                                         | Marie-Claude Félix mariage vers 1730                | Marie-Claude Félix mariage vers 1730                |                                                     |                                                     |                                                                          |                                                                          |                                                                          |                                                                          |                                                                          |                                                                          |                                                |                                                | AnneFrançoise-Thérèse Delespine mariage en 1710 | AnneFrançoise-Thérèse Delespine mariage en 1710 | AnneFrançoise-Thérèse Delespine mariage en 1710 | AnneFrançoise-Thérèse Delespine mariage en 1710 | AnneFrançoise-Thérèse Delespine mariage en 1710                        | AnneFrançoise-Thérèse Delespine mariage en 1710                        |                                                                        |                                                                        | Jules-Michel Hardouin (architecte) (vers 1675 -† 1737)                 | Jules-Michel Hardouin (architecte) (vers 1675 -† 1737)                 | Jules-Michel Hardouin (architecte) (vers 1675 -† 1737) | Jules-Michel Hardouin (architecte) (vers 1675 -† 1737) | Jules-Michel Hardouin (architecte) (vers 1675 -† 1737) | Jules-Michel Hardouin (architecte) (vers 1675 -† 1737) |                                                                                   |                                                                                   |                                                                                   |                                                                                   | Françoise-Pierrette Hardouin mariage en 1703                                      | Françoise-Pierrette Hardouin mariage en 1703                                      | Françoise-Pierrette Hardouin mariage en 1703 | Françoise-Pierrette Hardouin mariage en 1703 | Françoise-Pierrette Hardouin mariage en 1703                       | Françoise-Pierrette Hardouin mariage en 1703                       |                                                                    |                                                                    | Pierre Delespine (contrôleur des bâtiments du roi et de la machine de Marly en 1706) (1676-† 1745) | Pierre Delespine (contrôleur des bâtiments du roi et de la machine de Marly en 1706) (1676-† 1745) | Pierre Delespine (contrôleur des bâtiments du roi et de la machine de Marly en 1706) (1676-† 1745) | Pierre Delespine (contrôleur des bâtiments du roi et de la machine de Marly en 1706) (1676-† 1745) | Pierre Delespine (contrôleur des bâtiments du roi et de la machine de Marly en 1706) (1676-† 1745) | Pierre Delespine (contrôleur des bâtiments du roi et de la machine de Marly en 1706) (1676-† 1745) |                                                 |                                                 |                                                 |                                                 |                                      |                                      | Marie-Anne Delespine mariage en 1691          | Marie-Anne Delespine mariage en 1691          | Marie-Anne Delespine mariage en 1691          | Marie-Anne Delespine mariage en 1691          | Marie-Anne Delespine mariage en 1691                    | Marie-Anne Delespine mariage en 1691                    |                                                         |                                                         | Jacques V Gabriel (premier architecte du roi) (1667-† 1742) | Jacques V Gabriel (premier architecte du roi) (1667-† 1742) | Jacques V Gabriel (premier architecte du roi) (1667-† 1742) | Jacques V Gabriel (premier architecte du roi) (1667-† 1742) | Jacques V Gabriel (premier architecte du roi) (1667-† 1742) | Jacques V Gabriel (premier architecte du roi) (1667-† 1742) |                                 |                                 |                                 |                                 |                                 |                                 |                                 |                                 |  |  |                            |                            |                            |                            |                            |                            |
|                                            |                                            | Pierre-Charles Delespine (architecte) (1691-† ?)    | Pierre-Charles Delespine (architecte) (1691-† ?)    | Pierre-Charles Delespine (architecte) (1691-† ?)    | Pierre-Charles Delespine (architecte) (1691-† ?)    | Pierre-Charles Delespine (architecte) (1691-† ?)    | Pierre-Charles Delespine (architecte) (1691-† ?)    |                                                                              |                                                                              | Marie-Claude Félix mariage vers 1730                                         | Marie-Claude Félix mariage vers 1730                                         | Marie-Claude Félix mariage vers 1730                                         | Marie-Claude Félix mariage vers 1730                                         | Marie-Claude Félix mariage vers 1730                | Marie-Claude Félix mariage vers 1730                |                                                     |                                                     |                                                                          |                                                                          |                                                                          |                                                                          |                                                                          |                                                                          |                                                |                                                | AnneFrançoise-Thérèse Delespine mariage en 1710 | AnneFrançoise-Thérèse Delespine mariage en 1710 | AnneFrançoise-Thérèse Delespine mariage en 1710 | AnneFrançoise-Thérèse Delespine mariage en 1710 | AnneFrançoise-Thérèse Delespine mariage en 1710                        | AnneFrançoise-Thérèse Delespine mariage en 1710                        |                                                                        |                                                                        | Jules-Michel Hardouin (architecte) (vers 1675 -† 1737)                 | Jules-Michel Hardouin (architecte) (vers 1675 -† 1737)                 | Jules-Michel Hardouin (architecte) (vers 1675 -† 1737) | Jules-Michel Hardouin (architecte) (vers 1675 -† 1737) | Jules-Michel Hardouin (architecte) (vers 1675 -† 1737) | Jules-Michel Hardouin (architecte) (vers 1675 -† 1737) |                                                                                   |                                                                                   |                                                                                   |                                                                                   | Françoise-Pierrette Hardouin mariage en 1703                                      | Françoise-Pierrette Hardouin mariage en 1703                                      | Françoise-Pierrette Hardouin mariage en 1703 | Françoise-Pierrette Hardouin mariage en 1703 | Françoise-Pierrette Hardouin mariage en 1703                       | Françoise-Pierrette Hardouin mariage en 1703                       |                                                                    |                                                                    | Pierre Delespine (contrôleur des bâtiments du roi et de la machine de Marly en 1706) (1676-† 1745) | Pierre Delespine (contrôleur des bâtiments du roi et de la machine de Marly en 1706) (1676-† 1745) | Pierre Delespine (contrôleur des bâtiments du roi et de la machine de Marly en 1706) (1676-† 1745) | Pierre Delespine (contrôleur des bâtiments du roi et de la machine de Marly en 1706) (1676-† 1745) | Pierre Delespine (contrôleur des bâtiments du roi et de la machine de Marly en 1706) (1676-† 1745) | Pierre Delespine (contrôleur des bâtiments du roi et de la machine de Marly en 1706) (1676-† 1745) |                                                 |                                                 |                                                 |                                                 |                                      |                                      | Marie-Anne Delespine mariage en 1691          | Marie-Anne Delespine mariage en 1691          | Marie-Anne Delespine mariage en 1691          | Marie-Anne Delespine mariage en 1691          | Marie-Anne Delespine mariage en 1691                    | Marie-Anne Delespine mariage en 1691                    |                                                         |                                                         | Jacques V Gabriel (premier architecte du roi) (1667-† 1742) | Jacques V Gabriel (premier architecte du roi) (1667-† 1742) | Jacques V Gabriel (premier architecte du roi) (1667-† 1742) | Jacques V Gabriel (premier architecte du roi) (1667-† 1742) | Jacques V Gabriel (premier architecte du roi) (1667-† 1742) | Jacques V Gabriel (premier architecte du roi) (1667-† 1742) |                                 |                                 |                                 |                                 |                                 |                                 |                                 |                                 |  |  |                            |                            |                            |                            |                            |                            |
|                                            |                                            |                                                     |                                                     |                                                     |                                                     |                                                     |                                                     |                                                                              |                                                                              |                                                                              |                                                                              |                                                                              |                                                                              |                                                     |                                                     |                                                     |                                                     |                                                                          |                                                                          |                                                                          |                                                                          |                                                                          |                                                                          |                                                |                                                |                                                 |                                                 |                                                 |                                                 |                                                                        |                                                                        |                                                                        |                                                                        |                                                                        |                                                                        |                                                        |                                                        |                                                        |                                                        |                                                                                   |                                                                                   |                                                                                   |                                                                                   |                                                                                   |                                                                                   |                                              |                                              |                                                                    |                                                                    |                                                                    |                                                                    | | | | | | |                                                 |                                                 |                                                 |                                                 |                                      |                                      |                                               |                                               |                                               |                                               |                                                         |                                                         |                                                         |                                                         |                                                             |                                                             |                                                             |                                                             |                                                             |                                                             |                                 |                                 |                                 |                                 |                                 |                                 |                                 |                                 |  |  |                            |                            |                            |                            |                            |                            |
|                                            |                                            |                                                     |                                                     |                                                     |                                                     | Louis-Jules Delespine (architecte) (? -† 1796)      | Louis-Jules Delespine (architecte) (? -† 1796)      | Louis-Jules Delespine (architecte) (? -† 1796)                               | Louis-Jules Delespine (architecte) (? -† 1796)                               | Louis-Jules Delespine (architecte) (? -† 1796)                               | Louis-Jules Delespine (architecte) (? -† 1796)                               |                                                                              |                                                                              | Jeanne-Marguerite Chapel mariage en 1753 ( † 1788 ) | Jeanne-Marguerite Chapel mariage en 1753 ( † 1788 ) | Jeanne-Marguerite Chapel mariage en 1753 ( † 1788 ) | Jeanne-Marguerite Chapel mariage en 1753 ( † 1788 ) | Jeanne-Marguerite Chapel mariage en 1753 ( † 1788 )                      | Jeanne-Marguerite Chapel mariage en 1753 ( † 1788 )                      |                                                                          |                                                                          |                                                                          |                                                                          |                                                |                                                |                                                 |                                                 |                                                 |                                                 |                                                                        |                                                                        |                                                                        |                                                                        |                                                                        |                                                                        |                                                        |                                                        |                                                        |                                                        |                                                                                   |                                                                                   |                                                                                   |                                                                                   |                                                                                   |                                                                                   |                                              |                                              | Pierre-Jules Delespine (contrôleur de la machine de Marly en 1745) | Pierre-Jules Delespine (contrôleur de la machine de Marly en 1745) | Pierre-Jules Delespine (contrôleur de la machine de Marly en 1745) | Pierre-Jules Delespine (contrôleur de la machine de Marly en 1745) | Pierre-Jules Delespine (contrôleur de la machine de Marly en 1745)                                 | Pierre-Jules Delespine (contrôleur de la machine de Marly en 1745)                                 | | | Jeanne Lovat mariage en 1746                                                                       | Jeanne Lovat mariage en 1746                                                                       | Jeanne Lovat mariage en 1746                    | Jeanne Lovat mariage en 1746                    | Jeanne Lovat mariage en 1746                    | Jeanne Lovat mariage en 1746                    |                                      |                                      |                                               |                                               |                                               |                                               |                                                         |                                                         |                                                         |                                                         |                                                             |                                                             |                                                             |                                                             |                                                             |                                                             |                                 |                                 |                                 |                                 |                                 |                                 |                                 |                                 |  |  |                            |                            |                            |                            |                            |                            |
|                                            |                                            |                                                     |                                                     |                                                     |                                                     | Louis-Jules Delespine (architecte) (? -† 1796)      | Louis-Jules Delespine (architecte) (? -† 1796)      | Louis-Jules Delespine (architecte) (? -† 1796)                               | Louis-Jules Delespine (architecte) (? -† 1796)                               | Louis-Jules Delespine (architecte) (? -† 1796)                               | Louis-Jules Delespine (architecte) (? -† 1796)                               |                                                                              |                                                                              | Jeanne-Marguerite Chapel mariage en 1753 ( † 1788 ) | Jeanne-Marguerite Chapel mariage en 1753 ( † 1788 ) | Jeanne-Marguerite Chapel mariage en 1753 ( † 1788 ) | Jeanne-Marguerite Chapel mariage en 1753 ( † 1788 ) | Jeanne-Marguerite Chapel mariage en 1753 ( † 1788 )                      | Jeanne-Marguerite Chapel mariage en 1753 ( † 1788 )                      |                                                                          |                                                                          |                                                                          |                                                                          |                                                |                                                |                                                 |                                                 |                                                 |                                                 |                                                                        |                                                                        |                                                                        |                                                                        |                                                                        |                                                                        |                                                        |                                                        |                                                        |                                                        |                                                                                   |                                                                                   |                                                                                   |                                                                                   |                                                                                   |                                                                                   |                                              |                                              | Pierre-Jules Delespine (contrôleur de la machine de Marly en 1745) | Pierre-Jules Delespine (contrôleur de la machine de Marly en 1745) | Pierre-Jules Delespine (contrôleur de la machine de Marly en 1745) | Pierre-Jules Delespine (contrôleur de la machine de Marly en 1745) | Pierre-Jules Delespine (contrôleur de la machine de Marly en 1745)                                 | Pierre-Jules Delespine (contrôleur de la machine de Marly en 1745)                                 | | | Jeanne Lovat mariage en 1746                                                                       | Jeanne Lovat mariage en 1746                                                                       | Jeanne Lovat mariage en 1746                    | Jeanne Lovat mariage en 1746                    | Jeanne Lovat mariage en 1746                    | Jeanne Lovat mariage en 1746                    |                                      |                                      |                                               |                                               |                                               |                                               |                                                         |                                                         |                                                         |                                                         |                                                             |                                                             |                                                             |                                                             |                                                             |                                                             |                                 |                                 |                                 |                                 |                                 |                                 |                                 |                                 |  |  |                            |                            |                            |                            |                            |                            |
|                                            |                                            |                                                     |                                                     |                                                     |                                                     |                                                     |                                                     |                                                                              |                                                                              |                                                                              |                                                                              |                                                                              |                                                                              |                                                     |                                                     |                                                     |                                                     |                                                                          |                                                                          |                                                                          |                                                                          |                                                                          |                                                                          |                                                |                                                |                                                 |                                                 |                                                 |                                                 |                                                                        |                                                                        |                                                                        |                                                                        |                                                                        |                                                                        |                                                        |                                                        |                                                        |                                                        |                                                                                   |                                                                                   |                                                                                   |                                                                                   |                                                                                   |                                                                                   |                                              |                                              |                                                                    |                                                                    |                                                                    |                                                                    | | | | | | |                                                 |                                                 |                                                 |                                                 |                                      |                                      |                                               |                                               |                                               |                                               |                                                         |                                                         |                                                         |                                                         |                                                             |                                                             |                                                             |                                                             |                                                             |                                                             |                                 |                                 |                                 |                                 |                                 |                                 |                                 |                                 |  |  |                            |                            |                            |                            |                            |                            |
|                                            |                                            |                                                     |                                                     |                                                     |                                                     |                                                     |                                                     |                                                                              |                                                                              | Pierre-Jules Delespine (architecte) (1756-† 1825)                            | Pierre-Jules Delespine (architecte) (1756-† 1825)                            | Pierre-Jules Delespine (architecte) (1756-† 1825)                            | Pierre-Jules Delespine (architecte) (1756-† 1825)                            | Pierre-Jules Delespine (architecte) (1756-† 1825)   | Pierre-Jules Delespine (architecte) (1756-† 1825)   |                                                     |                                                     | Marie-France Hayot mariage en 1793                                       | Marie-France Hayot mariage en 1793                                       | Marie-France Hayot mariage en 1793                                       | Marie-France Hayot mariage en 1793                                       | Marie-France Hayot mariage en 1793                                       | Marie-France Hayot mariage en 1793                                       |                                                |                                                |                                                 |                                                 |                                                 |                                                 |                                                                        |                                                                        |                                                                        |                                                                        |                                                                        |                                                                        |                                                        |                                                        |                                                        |                                                        |                                                                                   |                                                                                   |                                                                                   |                                                                                   |                                                                                   |                                                                                   |                                              |                                              |                                                                    |                                                                    |                                                                    |                                                                    | | | | | | |                                                 |                                                 |                                                 |                                                 |                                      |                                      |                                               |                                               |                                               |                                               |                                                         |                                                         |                                                         |                                                         |                                                             |                                                             |                                                             |                                                             |                                                             |                                                             |                                 |                                 |                                 |                                 |                                 |                                 |                                 |                                 |  |  |                            |                            |                            |                            |                            |                            |
|                                            |                                            |                                                     |                                                     |                                                     |                                                     |                                                     |                                                     |                                                                              |                                                                              | Pierre-Jules Delespine (architecte) (1756-† 1825)                            | Pierre-Jules Delespine (architecte) (1756-† 1825)                            | Pierre-Jules Delespine (architecte) (1756-† 1825)                            | Pierre-Jules Delespine (architecte) (1756-† 1825)                            | Pierre-Jules Delespine (architecte) (1756-† 1825)   | Pierre-Jules Delespine (architecte) (1756-† 1825)   |                                                     |                                                     | Marie-France Hayot mariage en 1793                                       | Marie-France Hayot mariage en 1793                                       | Marie-France Hayot mariage en 1793                                       | Marie-France Hayot mariage en 1793                                       | Marie-France Hayot mariage en 1793                                       | Marie-France Hayot mariage en 1793                                       |                                                |                                                |                                                 |                                                 |                                                 |                                                 |                                                                        |                                                                        |                                                                        |                                                                        |                                                                        |                                                                        |                                                        |                                                        |                                                        |                                                        |                                                                                   |                                                                                   |                                                                                   |                                                                                   |                                                                                   |                                                                                   |                                              |                                              |                                                                    |                                                                    |                                                                    |                                                                    | | | | | | |                                                 |                                                 |                                                 |                                                 |                                      |                                      |                                               |                                               |                                               |                                               |                                                         |                                                         |                                                         |                                                         |                                                             |                                                             |                                                             |                                                             |                                                             |                                                             |                                 |                                 |                                 |                                 |                                 |                                 |                                 |                                 |  |  |                            |                            |                            |                            |                            |                            |

### Biographie
- Charles Gabet, Dictionnaire des artistes de l'école française au XIXe siècle, p. 195-196, chez Madame Vergne, Paris, 1831 (lire en ligne)
- Adolphe Lance, Dictionnaire des architectes français, tome 1, A - K, p. 204, Vve A. Morel et Cie éditeurs, Paris, 1872 (lire en ligne (vue 289))
- Charles Bauchal, Nouveau dictionnaire biographique et critique des architectes français, p. 638, A. Daly fils et Cie, Pris, 1887 (lire en ligne (vue 658))